# Tachina breviventris
Tachina breviventris là một loài ruồi trong họ Tachinidae.